# Manchester City Football Club 2013-2014
Questa voce raccoglie le informazioni riguardanti il Manchester City Football Club nelle competizioni ufficiali della stagione 2013-2014.

## Stagione

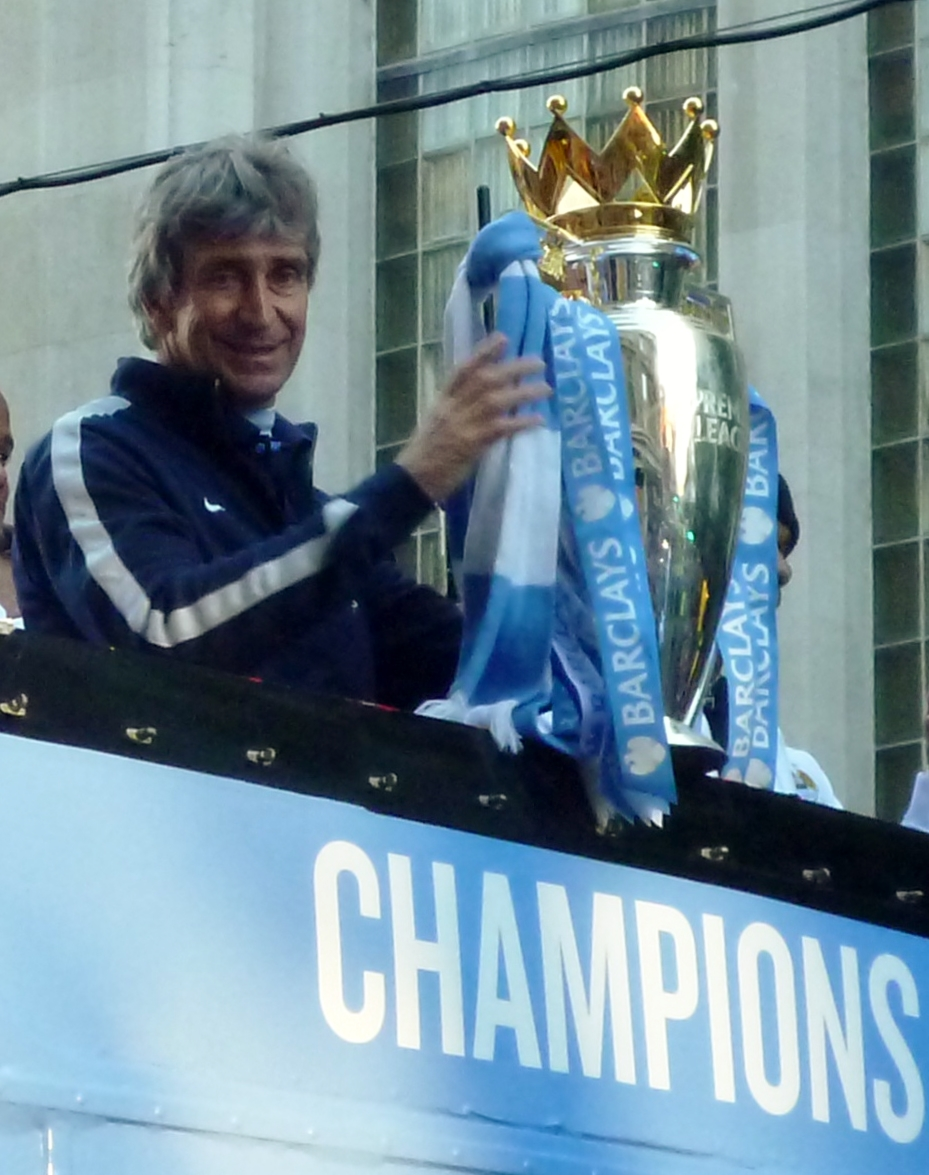
Manuel Pellegrini festeggia la vittoria della Premier League.

L'estate 2013 segna l'addio di Carlos Tévez (ceduto alla Juventus) e l'ingaggio del tecnico cileno Manuel Pellegrini. Il 3 febbraio 2014, la sconfitta in Premier League contro il Chelsea interrompe una striscia da record: l'ultima gara senza reti all'Etihad Stadium risaliva al novembre 2010 (Manchester City-Birmingham 0-0). Il 2 marzo, sconfiggendo per 3-1 il Sunderland il City conquista la sua terza Football League Cup dopo quelle del 1970 e 1976. L'11 maggio, il Manchester City si laurea campione nazionale terminando il campionato con due punti di vantaggio sul Liverpool.

## Maglie e sponsor
A partire dalla stagione 2013-2014 cambia lo sponsor tecnico: non più Umbro, ma Nike. Lo sponsor ufficiale rimane Etihad Airways.
| Casa | Trasferta | Trasferta Europa | Terza divisa | 1ª div. portiere | 2ª div. portiere |

## Rosa
Dati aggiornati all'8 marzo 2014
| N. |                                 | Ruolo | Calciatore                 |
| -- | ------------------------------- | ----- | -------------------------- |
| 1  | Inghilterra (bandiera)          | P     | Joe Hart                   |
| 2  | Inghilterra (bandiera)          | D     | Micah Richards             |
| 4  | Belgio (bandiera)               | D     | Vincent Kompany (capitano) |
| 5  | Argentina (bandiera)            | D     | Pablo Zabaleta             |
| 6  | Inghilterra (bandiera)          | D     | Joleon Lescott             |
| 7  | Inghilterra (bandiera)          | C     | James Milner               |
| 8  | Francia (bandiera)              | C     | Samir Nasri                |
| 9  | Spagna (bandiera)               | A     | Álvaro Negredo             |
| 10 | Bosnia ed Erzegovina (bandiera) | A     | Edin Džeko                 |
| 13 | Serbia (bandiera)               | D     | Aleksandar Kolarov         |
| 14 | Spagna (bandiera)               | C     | Javi García                |
| 15 | Spagna (bandiera)               | C     | Jesús Navas                |
| 16 | Argentina (bandiera)            | A     | Sergio Agüero              |

| N. |                           | Ruolo | Calciatore        |
| -- | ------------------------- | ----- | ----------------- |
| 17 | Inghilterra (bandiera)    | C     | Jack Rodwell      |
| 21 | Spagna (bandiera)         | C     | David Silva       |
| 22 | Francia (bandiera)        | D     | Gaël Clichy       |
| 25 | Brasile (bandiera)        | C     | Fernandinho       |
| 26 | Argentina (bandiera)      | D     | Martín Demichelis |
| 29 | Inghilterra (bandiera)    | P     | Richard Wright    |
| 30 | Romania (bandiera)        | P     | Costel Pantilimon |
| 33 | Serbia (bandiera)         | D     | Matija Nastasić   |
| 35 | Montenegro (bandiera)     | A     | Stevan Jovetić    |
| 38 | Belgio (bandiera)         | D     | Dedryck Boyata    |
| 42 | Costa d'Avorio (bandiera) | C     | Yaya Touré        |
| 64 | Portogallo (bandiera)     | C     | Marcos Lopes      |

### Giocatori ceduti a stagione in corso
| N. |                        | Ruolo | Calciatore     |
| -- | ---------------------- | ----- | -------------- |
| 11 | Inghilterra (bandiera) | C     | Scott Sinclair |
| 18 | Inghilterra (bandiera) | C     | Gareth Barry   |
| 52 | Galles (bandiera)      | C     | Emyr Huws      |

| N. |                           | Ruolo | Calciatore    |
| -- | ------------------------- | ----- | ------------- |
| 60 | Svezia (bandiera)         | A     | John Guidetti |
| 62 | Costa d'Avorio (bandiera) | C     | Abdul Razak   |

## Calciomercato

### Sessione estiva(dall'1/7 al 2/9)
| Acquisti | Acquisti          | Acquisti        | Acquisti              |
| R.       | Nome              | da              | Modalità              |
| -------- | ----------------- | --------------- | --------------------- |
| C        | Jesús Navas       | Siviglia        | definitivo (20 mln €) |
| C        | Fernandinho       | Šachtar         | definitivo (40 mln €) |
| A        | Álvaro Negredo    | Siviglia        | definitivo (25 mln €) |
| A        | Stevan Jovetić    | Fiorentina      | definitivo (26 mln €) |
| D        | Martín Demichelis | Atlético Madrid | definitivo (5 mln €)  |
| A        | Roque Santa Cruz  | Malaga          | fine prestito         |
| C        | Mohammed Abu      | Lorient         | fine prestito         |

| Cessioni | Cessioni         | Cessioni        | Cessioni                                             |
| R.       | Nome             | a               | Modalità                                             |
| -------- | ---------------- | --------------- | ---------------------------------------------------- |
| D        | Wayne Bridge     | -               | svincolato                                           |
| D        | Kolo Touré       | -               | svincolato                                           |
| A        | Carlos Tévez     | Juventus        | definitivo (9 mln €)                                 |
| D        | Karim Rekik      | PSV             | prestito                                             |
| A        | Roque Santa Cruz | -               | svincolato                                           |
| C        | Jérémy Hélan     | Sheffield Weds  | definitivo (0,407 mln €)                             |
| D        | Maicon           | -               | svincolato                                           |
| D        | Reece Wabara     | Doncaster       | prestito (fino all'1/1)                              |
| C        | Scott Sinclair   | West Bromwich   | prestito oneroso con diritto di riscatto (2,3 mln €) |
| A        | Albert Rusnák    | Oldham Athletic | prestito (fino al 19/9)                              |
| C        | Mohammed Abu     | Aarhus          | prestito (fino al 31/12)                             |
| C        | Abdul Razak      | Anži            | definitivo                                           |
| C        | Gareth Barry     | Everton         | prestito                                             |
| A        | Harry Bunn       | Sheffield Utd   | prestito (fino al 30/9)                              |

### Trasferimenti tra le due sessioni
| Acquisti | Acquisti      | Acquisti        | Acquisti      |
| R.       | Nome          | da              | Modalità      |
| -------- | ------------- | --------------- | ------------- |
| A        | Albert Rusnák | Oldham Athletic | fine prestito |
| A        | Harry Bunn    | Sheffield Utd   | fine prestito |
| C        | Alex Henshall | Bristol Rovers  | fine prestito |

| Cessioni | Cessioni      | Cessioni          | Cessioni                                            |
| R.       | Nome          | a                 | Modalità                                            |
| -------- | ------------- | ----------------- | --------------------------------------------------- |
| C        | Alex Henshall | Bristol Rovers    | prestito (fino al 17/11)                            |
| C        | George Evans  | Crewe Alexandra   | prestito (dal 30/10 fino al termine della stagione) |
| D        | Ellis Plummer | Oldham Athletic   | prestito (dal 28/11 al 4/1)                         |
| A        | Harry Bunn    | Huddersfield Town | prestito (dal 28/11 al 6/1)                         |

### Sessione invernale(dal 3/1 al 31/1)
| Acquisti | Acquisti      | Acquisti          | Acquisti      |
| R.       | Nome          | da                | Modalità      |
| -------- | ------------- | ----------------- | ------------- |
| D        | Ellis Plummer | Oldham Athletic   | fine prestito |
| A        | Harry Bunn    | Huddersfield Town | fine prestito |
| C        | Mohammed Abu  | Aarhus            | fine prestito |
| D        | Reece Wabara  | Doncaster         | fine prestito |

| Cessioni | Cessioni          | Cessioni        | Cessioni   |
| R.       | Nome              | a               | Modalità   |
| -------- | ----------------- | --------------- | ---------- |
| A        | Albert Rusnák     | Birmingham City | prestito   |
| A        | John Guidetti     | Stoke City      | prestito   |
| A        | Harry Bunn        |                 | svincolato |
| C        | Abdisalam Ibrahim |                 | svincolato |
| C        | Emyr Huws         | Birmingham City | prestito   |

### Trasferimenti dopo la sessione invernale
| Acquisti | Acquisti | Acquisti | Acquisti |
| R.       | Nome     | da       | Modalità |
| -------- | -------- | -------- | -------- |

| Cessioni | Cessioni     | Cessioni | Cessioni   |
| R.       | Nome         | a        | Modalità   |
| -------- | ------------ | -------- | ---------- |
| C        | Mohammed Abu | -        | svincolato |

## Risultati

### Barclays Premier League
| Arbitro: | Marriner |

|                                         |           |  |
| Silva 6’ Agüero 22’ Touré 50’ Nasri 75’ | Marcatori |  |

| Arbitro: | Probert |

|                                  |           |                         |
| Gunnarsson 60’ Campbell 79’, 87’ | Marcatori | 52’ Džeko 90+2’ Negredo |

| Arbitro: | Dowd |

|                       |           |  |
| Negredo 65’ Touré 90’ | Marcatori |  |

| Stoke-on-Trent 14 settembre 2013, ore 16:00 CEST 4ª giornata | Stoke City  | 0 – 0 referto | Manchester City | Britannia Stadium (25.052 spett.)\| Arbitro: \| Clattenburg \| |
| Arbitro:                                                     | Clattenburg |               |                 |                                                                |

| Arbitro: | Webb |

|                                       |           |            |
| Agüero 16’, 47’ Touré 45+1’ Nasri 50’ | Marcatori | 87’ Rooney |

| Arbitro: | Jones |

|                                      |           |                     |
| El Ahmadi 51’ Bacuna 73’ Weimann 75’ | Marcatori | 45’ Touré 56’ Džeko |

| Arbitro: | Moss |

|                                          |           |            |
| Negredo 17’ Agüero 45’ Howard 69’ (aut.) | Marcatori | 16’ Lukaku |

| Arbitro: | Oliver |

|            |           |                           |
| Vaz Tê 58’ | Marcatori | 16’, 51’ Agüero 80’ Silva |

| Arbitro: | Webb |

|                         |           |            |
| Schürrle 33’ Torres 90’ | Marcatori | 49’ Agüero |

| Arbitro: | Dowd |

|                                                                                           |           |  |
| Johnson 16’ (aut.) Silva 20’ Martin 25’ (aut.) Negredo 36’ Touré 60’ Agüero 71’ Džeko 86’ | Marcatori |  |

| Arbitro: | Dean |

|              |           |  |
| Bardsley 21’ | Marcatori |  |

| Arbitro: | Webb |

|                                                               |           |  |
| Navas 1’, 90+1’ Sandro 34’ (aut.) Agüero 41’, 50’ Negredo 55’ | Marcatori |  |

| Arbitro: | Clattenburg |

|                           |           |  |
| Negredo 8’ Nasri 58’, 77’ | Marcatori |  |

| Arbitro: | Foy |

|                                      |           |                                 |
| Pantilimon 85’ (aut.) Anichebe 90+4’ | Marcatori | 9’ Agüero 24’, 74’ (rig.) Touré |

| Arbitro: | Taylor |

|             |           |            |
| Osvaldo 42’ | Marcatori | 10’ Agüero |

| Arbitro: | Atkinson |

|                                                                          |           |                                    |
| Agüero 14’ Negredo 39’ Fernandinho 50’, 88’ Silva 66’ Touré 90+6’ (rig.) | Marcatori | 31’, 63’ Walcott 90+4’ Mertesacker |

| Arbitro: | Friend |

|                                   |           |                                            |
| Richardson 50’ Kompany 69’ (aut.) | Marcatori | 23’ Touré 43’ Kompany 78’ Navas 83’ Milner |

| Arbitro: | Mason |

|                           |           |              |
| Kompany 31’ Negredo 45+1’ | Marcatori | 24’ Coutinho |

| Arbitro: | Marriner |

|           |           |  |
| Džeko 66’ | Marcatori |  |

| Arbitro: | Dowd |

|                   |           |                                       |
| Bony 45+2’, 90+1’ | Marcatori | 14’ Fernandinho 58’ Touré 66’ Kolarov |

| Arbitro: | Jones |

|  |           |                        |
|  | Marcatori | 8’ Džeko 90+5’ Negredo |

| Arbitro: | Swarbrick |

|                                          |           |                          |
| Džeko 14’ Navas 33’ Touré 76’ Agüero 79’ | Marcatori | 29’ Noone 90+3’ Campbell |

| Arbitro: | Marriner |

|            |           |                                                               |
| Capoue 59’ | Marcatori | 15’ Agüero 51’ (rig.) Touré 53’ Džeko 78’ Jovetić 89’ Kompany |

| Arbitro: | Dean |

|  |           |              |
|  | Marcatori | 32’ Ivanović |

| Norwich 8 febbraio 2014, ore 16:00 CET 25ª giornata | Norwich City | 0 – 0 referto | Manchester City | Carrow Road (26.832 spett.)\| Arbitro: \| Moss \| |
| Arbitro:                                            | Moss         |               |                 |                                                   |

| Arbitro: | Atkinson |

|                          |           |                  |
| Fernandinho 2’ Nasri 88’ | Marcatori | 73’, 83’ Wickham |

| Arbitro: | Foy |

|           |           |  |
| Touré 70’ | Marcatori |  |

| Arbitro: | Oliver |

|  |           |                         |
|  | Marcatori | 1’, 56’ Džeko 90’ Touré |

| Arbitro: | Oliver |

|                                        |           |  |
| Džeko 64’, 72’ Jovetić 89’ Touré 90+3’ | Marcatori |  |

| Arbitro: | Mason |

|  |           |                     |
|  | Marcatori | 14’ Silva 90’ Džeko |

| Arbitro: | Moss |

|                                                                  |           |  |
| Touré 26’ (rig.), 54’ (rig.), 65’ Fernandinho 84’ Demichelis 88’ | Marcatori |  |

| Arbitro: | Dean |

|             |           |           |
| Flamini 53’ | Marcatori | 18’ Silva |

| Arbitro: | Foy |

|                                                     |           |                    |
| Touré 3’ (rig.) Nasri 45+1’ Džeko 45+4’ Jovetić 81’ | Marcatori | 37’ (rig.) Lambert |

| Arbitro: | Clattenburg |

|                                     |           |                              |
| Sterling 6’ Škrtel 26’ Coutinho 78’ | Marcatori | 57’ Silva 62’ (aut.) Johnson |

| Arbitro: | Dowd |

|                                       |           |             |
| Zabaleta 3’ Agüero 10’ Demichelis 36’ | Marcatori | 16’ Dorrans |

| Arbitro: | Webb |

|  |           |                    |
|  | Marcatori | 4’ Džeko 43’ Touré |

| Arbitro: | Probert |

|                        |           |                           |
| Barkley 11’ Lukaku 65’ | Marcatori | 22’ Agüero 43’, 48’ Džeko |

| Arbitro: | Atkinson |

|                       |           |  |
| Nasri 39’ Kompany 49’ | Marcatori |  |

### FA Cup
| Arbitro: | Oliver |

|          |           |             |
| Dann 55’ | Marcatori | 45’ Negredo |

| Arbitro: | Pawson |

|                                            |           |  |
| Negredo 45’, 47’ Džeko 67’, 79’ Agüero 73’ | Marcatori |  |

| Arbitro: | Friend |

|                                    |           |                           |
| Agüero 59’, 79’, 90+3’ Kolarov 86’ | Marcatori | 20’ Forestieri 28’ Deeney |

| Arbitro: | Dowd |

|                       |           |  |
| Jovetić 16’ Nasri 68’ | Marcatori |  |

| Arbitro: | Taylor |

|           |           |                            |
| Nasri 68’ | Marcatori | 28’ (rig.) Gómez 47’ Perch |

### Football League Cup
| Arbitro: | Friend |

|                                                |           |  |
| Džeko 33’ Jovetić 60’, 83’ Touré 76’ Navas 86’ | Marcatori |  |

| Arbitro: | Swarbrick |

|  |           |                        |
|  | Marcatori | 99’ Negredo 105’ Džeko |

| Arbitro: | East |

|          |           |                           |
| Dyer 77’ | Marcatori | 7’ Kolarov 40’, 52’ Džeko |

| Arbitro: | Moss |

|                                                |           |  |
| Negredo 12’, 26’, 50’ Touré 40’ Džeko 60’, 89’ | Marcatori |  |

| Arbitro: | Foy |

|  |           |                            |
|  | Marcatori | 3’, 58’ Negredo 23’ Agüero |

| Arbitro: | Atkinson |

|                               |           |           |
| Touré 54’ Nasri 56’ Navas 89’ | Marcatori | 9’ Borini |

| Manchester City | Sunderland |

| MANCHESTER CITY: |    |             |  |     |
|                  |    |             |  |     |
| P                | 30 | Pantilimon  |  |     |
| D                | 5  | Zabaleta    |  |     |
| D                | 4  | Kompany (C) |  |     |
| D                | 26 | Demichelis  |  |     |
| D                | 13 | Kolarov     |  |     |
| C                | 8  | Nasri       |  |     |
| C                | 42 | Touré       |  |     |
| C                | 25 | Fernandinho |  |     |
| C                | 21 | David Silva |  | 76’ |
| A                | 10 | Dzeko       |  | 87’ |
| A                | 16 | Aguero      |  | 57’ |
| Sostituti:       |    |             |  |     |
| P                | 1  | Hart        |  |     |
| D                | 6  | Lescott     |  |     |
| D                | 22 | Clichy      |  |     |
| C                | 7  | Milner      |  |     |
| C                | 14 | Javi García |  | 76’ |
| C                | 15 | Jesùs Navas |  | 57’ |
| A                | 9  | Negredo     |  | 87’ |
| Allenatore:      |    |             |  |     |
| Pellegrini       |    |             |  |     |

| SUNDERLAND: |    |               |     |     |
|             |    |               |     |     |
| P           | 25 | Mannone       |     |     |
| D           | 2  | Bardsley      |     |     |
| D           | 5  | Brown         |     |     |
| D           | 16 | O'Shea (C)    |     |     |
| D           | 28 | Marcos Alonso | 81’ |     |
| C           | 7  | Larsson       |     | 60’ |
| C           | 33 | Cattermole    |     | 76’ |
| C           | 4  | Ki Sung-Yueng |     |     |
| C           | 11 | Johnson       |     | 60’ |
| C           | 14 | Colback       |     |     |
| A           | 31 | Borini        |     |     |
| Sostituti:  |    |               |     |     |
| P           | 32 | Ustari        |     |     |
| D           | 12 | Celustka      |     |     |
| D           | 27 | Vergini       |     |     |
| C           | 8  | Gardner       |     | 60’ |
| C           | 23 | Giaccherini   |     | 76’ |
| A           | 9  | Fletcher      |     | 60’ |
| A           | 30 | Scocco        |     |     |
| Allenatore: |    |               |     |     |
| Poyet       |    |               |     |     |

| Assistenti: Stephen Child Simon Long 4º ufficiale: Neil Swarbrick |

### UEFA Champions League

#### Fase a gironi
| Arbitro: | Tagliavento |

|  |           |                                |
|  | Marcatori | 48’ Džeko 53’ Touré 58’ Agüero |

| Arbitro: | Kuipers |

|             |           |                                 |
| Negredo 79’ | Marcatori | 7’ Ribéry 56’ Müller 59’ Robben |

| Arbitro: | Hategan |

|           |           |                 |
| Tošić 32’ | Marcatori | 34’, 42’ Agüero |

| Arbitro: | Velasco Carballo |

|                                               |           |                           |
| Agüero 3’ (rig.), 20’ Negredo 30’, 51’, 90+2’ | Marcatori | 45+1’, 71’ (rig.) Doumbia |

| Arbitro: | Aydinus |

|                                                   |           |                     |
| Agüero 33’ (rig.) Nasri 65’ Negredo 78’ Džeko 89’ | Marcatori | 43’ Hořava 69’ Tecl |

| Arbitro: | Fernàndez Borbalàn |

|                     |           |                                         |
| Müller 5’ Götze 12’ | Marcatori | 28’ Silva 59’ (rig.) Kolarov 62’ Milner |

#### Ottavi di finale
| Arbitro: | Eriksson |

|  |           |                                 |
|  | Marcatori | 54’ (rig.) Messi 90’ Dani Alves |

| Arbitro: | Lannoy |

|                            |           |             |
| Messi 67’ Dani Alves 90+1’ | Marcatori | 89’ Kompany |

## Statistiche

### Statistiche di squadra
Statistiche aggiornate all'11 maggio 2014
| Competizione     | Punti | In casa | In casa | In casa | In casa | In casa | In casa | In trasferta | In trasferta | In trasferta | In trasferta | In trasferta | In trasferta | Totale | Totale | Totale | Totale | Totale | Totale | DR  |
| Competizione     | Punti | G       | V       | N       | P       | Gf      | Gs      | G            | V            | N            | P            | Gf           | Gs           | G      | V      | N      | P      | Gf     | Gs     | DR  |
| ---------------- | ----- | ------- | ------- | ------- | ------- | ------- | ------- | ------------ | ------------ | ------------ | ------------ | ------------ | ------------ | ------ | ------ | ------ | ------ | ------ | ------ | --- |
| Premier League   | 86    | 19      | 17      | 1       | 1       | 63      | 13      | 19           | 10           | 4            | 5            | 39           | 24           | 38     | 27     | 5      | 6      | 102    | 37     | +65 |
| FA Cup           | -     | 4       | 3       | 0       | 1       | 12      | 4       | 1            | 0            | 1            | 0            | 1            | 1            | 5      | 3      | 1      | 1      | 13     | 5      | +8  |
| League Cup       | -     | 2       | 2       | 0       | 0       | 11      | 0       | 3            | 3            | 0            | 0            | 8            | 1            | 6      | 6      | 0      | 0      | 22     | 2      | +20 |
| Champions League | -     | 4       | 2       | 0       | 2       | 10      | 9       | 4            | 3            | 0            | 1            | 9            | 5            | 8      | 5      | 0      | 3      | 19     | 14     | +5  |
| Totale           | -     | 29      | 24      | 1       | 4       | 96      | 26      | 27           | 16           | 5            | 6            | 57           | 31           | 57     | 41     | 6      | 10     | 156    | 58     | +98 |

### Statistiche dei giocatori
| Giocatore     | Premier League | Premier League | Premier League | Premier League | FA Cup   | FA Cup | FA Cup      | FA Cup     | League Cup | League Cup | League Cup  | League Cup | Champions League | Champions League | Champions League | Champions League | Totale   | Totale | Totale      | Totale     |
| Giocatore     | Presenze       | Reti           | Ammonizioni    | Espulsioni     | Presenze | Reti   | Ammonizioni | Espulsioni | Presenze   | Reti       | Ammonizioni | Espulsioni | Presenze         | Reti             | Ammonizioni      | Espulsioni       | Presenze | Reti   | Ammonizioni | Espulsioni |
| ------------- | -------------- | -------------- | -------------- | -------------- | -------- | ------ | ----------- | ---------- | ---------- | ---------- | ----------- | ---------- | ---------------- | ---------------- | ---------------- | ---------------- | -------- | ------ | ----------- | ---------- |
| S. Agüero     | 23             | 17             | 4              | 0              | 3        | 4      | 0           | 0          | 2          | 1          | 0           | 0          | 6                | 6                | 1                | 0                | 34       | 28     | 5           | 0          |
| G. Clichy     | 20             | 0              | 1              | 0              | 4        | 0      | 0           | 0          | 3          | 0          | 0           | 0          | 4                | 0                | 0                | 0                | 31       | 0      | 1           | 0          |
| G. Barry      | 0              | 0              | 0              | 0              | 0        | 0      | 0           | 0          | 0          | 0          | 0           | 0          | 0                | 0                | 0                | 0                | 0        | 0      | 0           | 0          |
| D. Boyata     | 1              | 0              | 0              | 0              | 1        | 0      | 2           | 1          | 4          | 0          | 1           | 0          | 0                | 0                | 0                | 0                | 6        | 0      | 3           | 1          |
| M. Demichelis | 27             | 2              | 6              | 0              | 2        | 0      | 0           | 0          | 2          | 0          | 0           | 0          | 4                | 0                | 1                | 1                | 35       | 2      | 7           | 1          |
| E. Džeko      | 31             | 16             | 4              | 0              | 5        | 2      | 1           | 0          | 5          | 6          | 0           | 0          | 7                | 2                | 1                | 0                | 48       | 26     | 6           | 0          |
| Fernandinho   | 33             | 5              | 8              | 0              | 2        | 0      | 0           | 0          | 3          | 0          | 0           | 0          | 8                | 0                | 3                | 0                | 46       | 5      | 11          | 0          |
| J. García     | 29             | 0              | 7              | 0              | 4        | 0      | 0           | 0          | 6          | 0          | 1           | 0          | 4                | 0                | 0                | 0                | 43       | 0      | 8           | 0          |
| J. Guidetti   | 0              | 0              | 0              | 0              | 0        | 0      | 0           | 0          | 0          | 0          | 0           | 0          | 0                | 0                | 0                | 0                | 0        | 0      | 0           | 0          |
| J. Hart       | 31             | -30            | 1              | 0              | 0        | 0      | 0           | 0          | 1          | -1         | 0           | 0          | 7                | -12              | 0                | 0                | 39       | -43    | 1           | 0          |
| E. Huws       | 0              | 0              | 0              | 0              | 1        | 0      | 0           | 0          | 0          | 0          | 0           | 0          | 0                | 0                | 0                | 0                | 1        | 0      | 0           | 0          |
| S. Jovetić    | 13             | 3              | 1              | 0              | 2        | 1      | 1           | 0          | 3          | 2          | 0           | 0          | 0                | 0                | 0                | 0                | 18       | 6      | 2           | 0          |
| A. Kolarov    | 30             | 1              | 2              | 0              | 2        | 1      | 1           | 0          | 5          | 1          | 0           | 0          | 7                | 1                | 3                | 0                | 44       | 4      | 6           | 0          |
| V. Kompany    | 28             | 4              | 6              | 1              | 2        | 0      | 1           | 0          | 3          | 0          | 0           | 0          | 4                | 1                | 1                | 0                | 37       | 5      | 8           | 1          |
| J. Lescott    | 10             | 0              | 0              | 0              | 5        | 0      | 0           | 0          | 5          | 0          | 0           | 0          | 4                | 0                | 0                | 0                | 24       | 0      | 0           | 0          |
| M. Lopes      | 0              | 0              | 0              | 0              | 1        | 0      | 0           | 0          | 3          | 0          | 0           | 0          | 0                | 0                | 0                | 0                | 4        | 0      | 0           | 0          |
| J. Milner     | 31             | 1              | 3              | 0              | 4        | 0      | 2           | 0          | 3          | 0          | 0           | 0          | 6                | 1                | 3                | 0                | 44       | 2      | 8           | 0          |
| S. Nasri      | 34             | 7              | 3              | 0              | 2        | 2      | 1           | 0          | 3          | 1          | 0           | 0          | 7                | 1                | 1                | 0                | 46       | 11     | 5           | 0          |
| M. Nastasić   | 13             | 1              | 4              | 0              | 2        | 0      | 1           | 0          | 1          | 0          | 0           | 0          | 4                | 0                | 0                | 0                | 20       | 1      | 5           | 0          |
| J. Navas      | 30             | 4              | 0              | 0              | 5        | 0      | 0           | 0          | 5          | 2          | 1           | 0          | 8                | 0                | 0                | 0                | 48       | 6      | 1           | 0          |
| Á. Negredo    | 32             | 9              | 1              | 0              | 4        | 3      | 0           | 0          | 5          | 6          | 0           | 0          | 8                | 5                | 2                | 0                | 49       | 23     | 3           | 0          |
| C. Pantilimon | 7              | -7             | 1              | 0              | 5        | -5     | 0           | 0          | 5          | -1         | 0           | 0          | 1                | -2               | 0                | 0                | 18       | -15    | 1           | 0          |
| A. Razak      | 0              | 0              | 0              | 0              | 0        | 0      | 0           | 0          | 0          | 0          | 0           | 0          | 0                | 0                | 0                | 0                | 0        | 0      | 0           | 0          |
| M. Richards   | 2              | 0              | 0              | 0              | 3        | 0      | 0           | 0          | 2          | 0          | 0           | 0          | 3                | 0                | 0                | 0                | 10       | 0      | 0           | 0          |
| J. Rodwell    | 5              | 0              | 0              | 0              | 1        | 0      | 0           | 0          | 3          | 0          | 0           | 0          | 1                | 0                | 0                | 0                | 10       | 0      | 0           | 0          |
| D. Silva      | 27             | 7              | 5              | 0              | 3        | 0      | 0           | 0          | 4          | 0          | 1           | 0          | 6                | 1                | 0                | 0                | 40       | 8      | 6           | 0          |
| S. Sinclair   | 0              | 0              | 0              | 0              | 0        | 0      | 0           | 0          | 0          | 0          | 0           | 0          | 0                | 0                | 0                | 0                | 0        | 0      | 0           | 0          |
| Y. Touré      | 35             | 20             | 4              | 0              | 4        | 0      | 2           | 0          | 3          | 3          | 0           | 0          | 7                | 1                | 3                | 0                | 49       | 24     | 9           | 0          |
| R. Wright     | 0              | 0              | 0              | 0              | 0        | 0      | 0           | 0          | 0          | 0          | 0           | 0          | 0                | 0                | 0                | 0                | 0        | 0      | 0           | 0          |
| P. Zabaleta   | 35             | 1              | 11             | 0              | 3        | 0      | 0           | 0          | 4          | 0          | 0           | 0          | 6                | 0                | 4                | 1                | 48       | 1      | 15          | 1          |